# ギジェルモ・ラボルデ
ギジェルモ・ラボルデ（Guillermo Laborde、1886年10月24日 - 1940年5月13日）はウルグアイの画家、彫刻家、デザイナーである。明るい色彩の平面で作品を構成する「Planismo」というスタイルの推進者の一人となった。

## 略歴
ウルグアイの首都、モンテビデオで生まれた。モンテビデオの美術センター(Círculo de Bellas Artes)でカルロス・マリア・エレーラ(Carlos María Herrera:1875-1914)から絵を学んだ。ウルグアイ政府から奨学金を得て1912年からヨーロッパに留学し、フィレンツェ、ローマ、スペインに滞在した。
1921年に帰国し、1923年からモンテビデオの美術センターの教師や、 教員養成学校で絵を教えた 。
ホセ・クーネオ・ペリネッティ(José Cuneo Perinetti:1887-1977)、カルメロ・デ・アルサドゥン(Carmelo de Arzadun:1888-1968)、アルフレード・デ・シモーネ(Alfredo De Simone:1898-1950)、ペトローナ・ビエラ(Petrona Viera:1895-1960)といった画家たちと 「Planismo」のスタイルを推進した 。ラボルデが描いた美術評論家のポンボ(Luis E. Pombo)の肖像画はウルグアイの「Planismo」の代表作とされている。
絵画の他に、彫刻や、グラフィック・デザイン、舞台美術、衣装デザインの分野でも働き、1930年にウルグアイで開催されたサッカーの第一回ワールドカップの公式ポスターのデザイナーになった。ウルグアイ独立100周年記念のポスター・コンテストでも入賞した。
ラボルデが教えた画家にはアルフレード・デ・シモーネやペトローナ・ビエラ
、エクトル・スガルビ(Héctor Sgarbi:1905-1982)らがいる。

## 作品

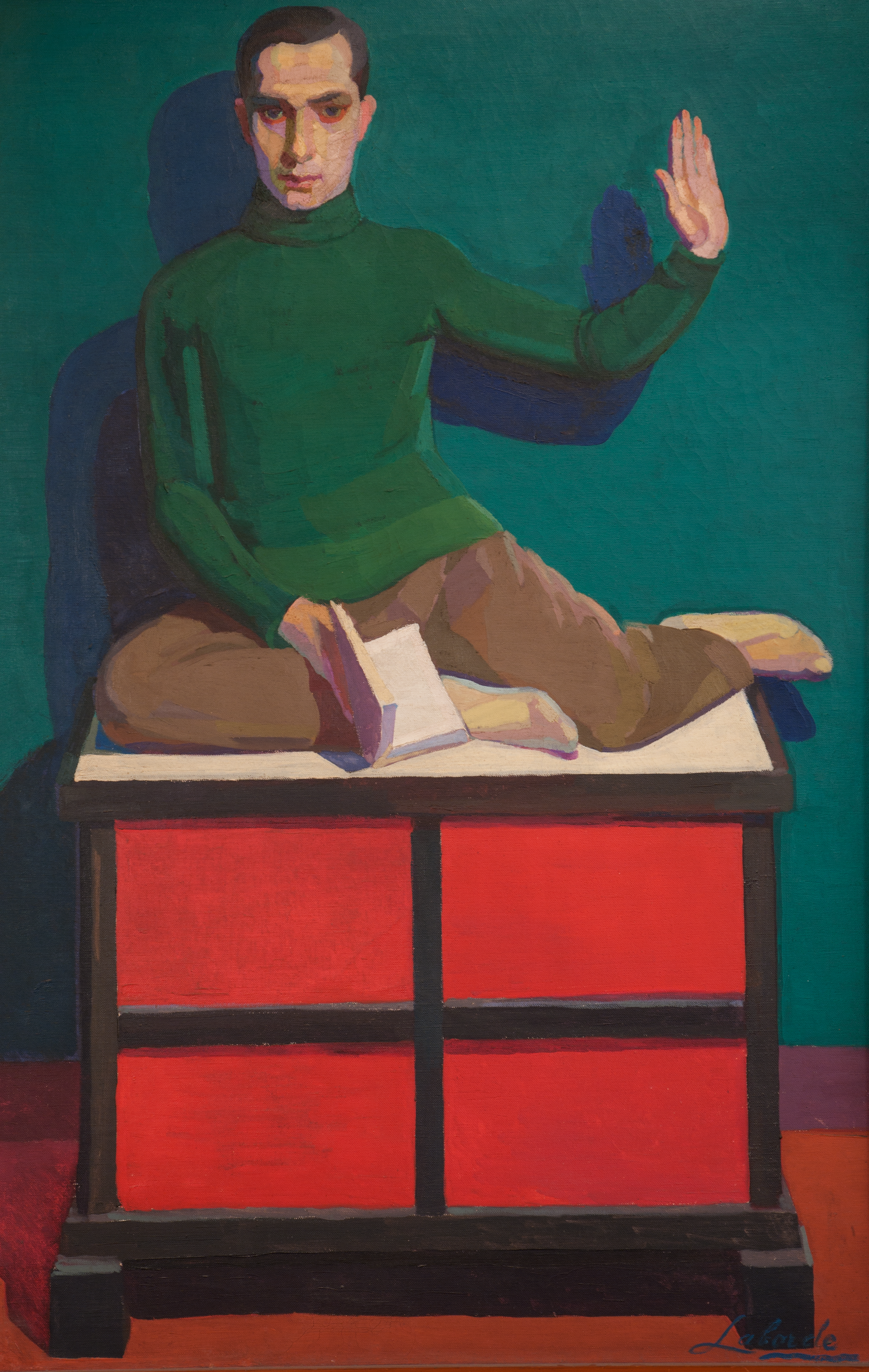
ポンボ(Luis E. Pombo)の肖像画(c.1928) ウルグアイ国立美術館蔵
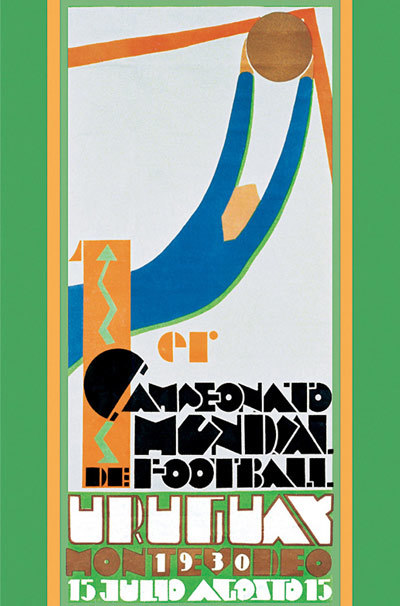
第一回ワールドカップ公式ポスター
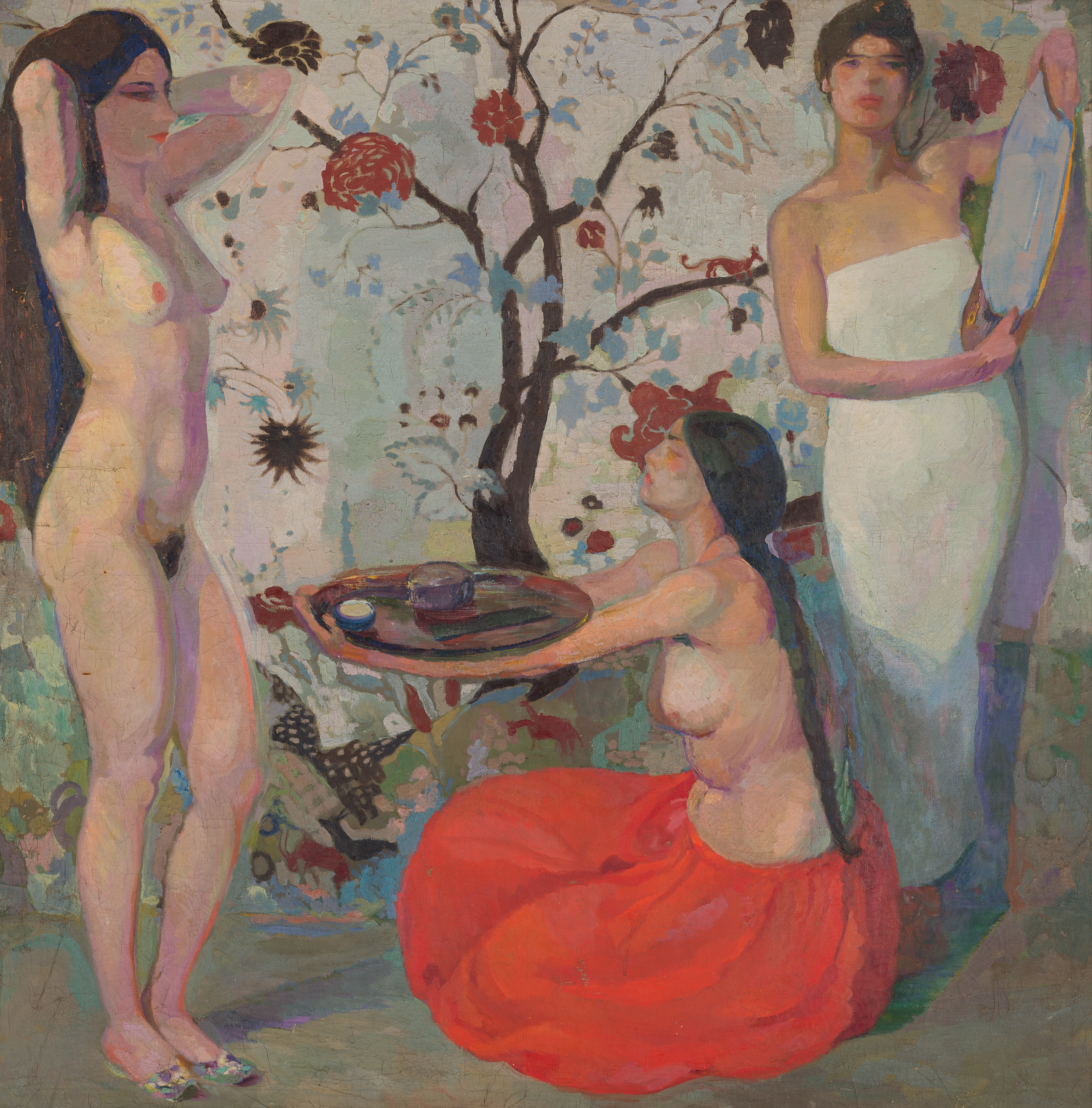
「El espejo（鏡）」(1939) ウルグアイ国立美術館蔵
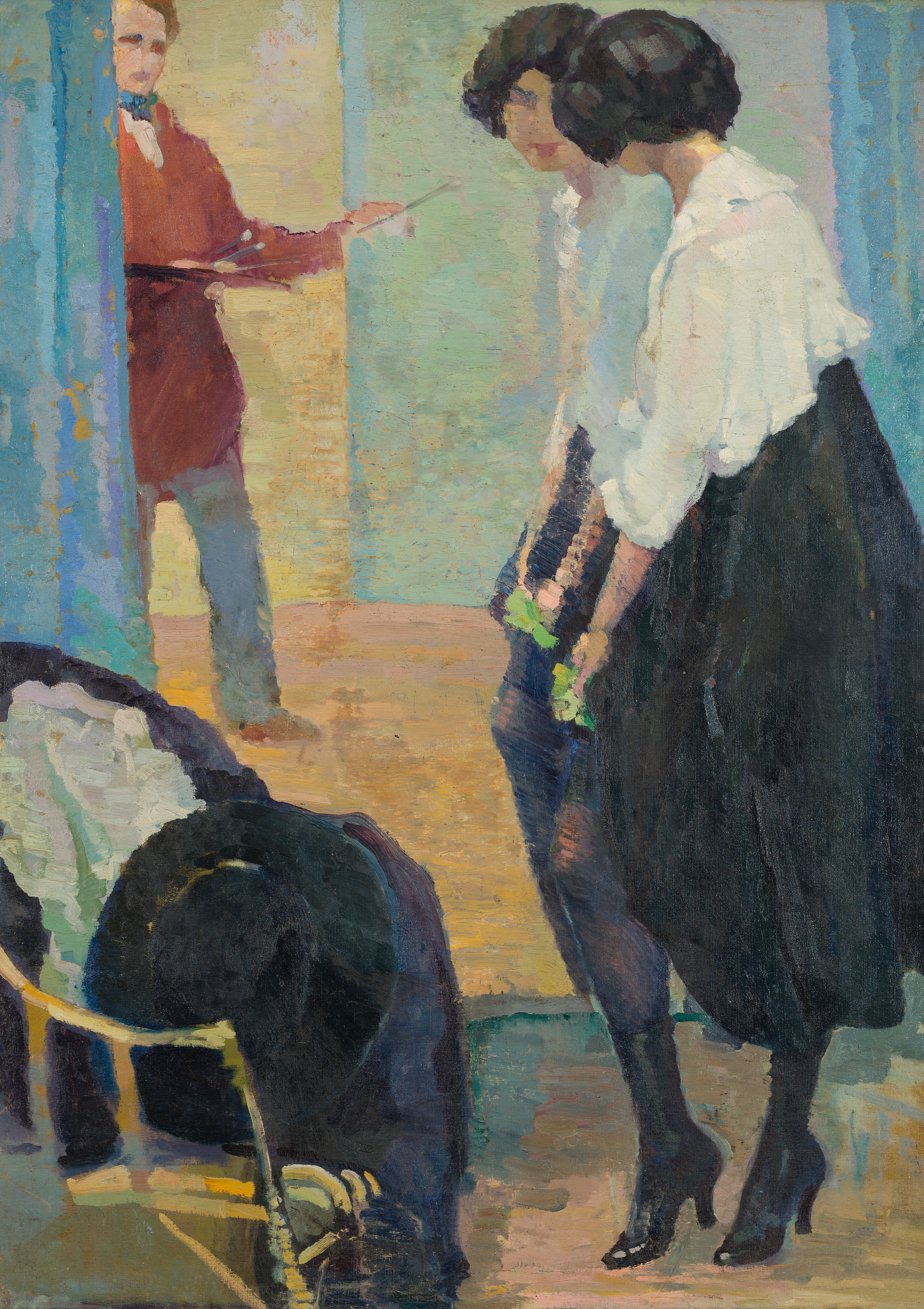
「En el taller（アトリエで）」(1916) ウルグアイ国立美術館蔵

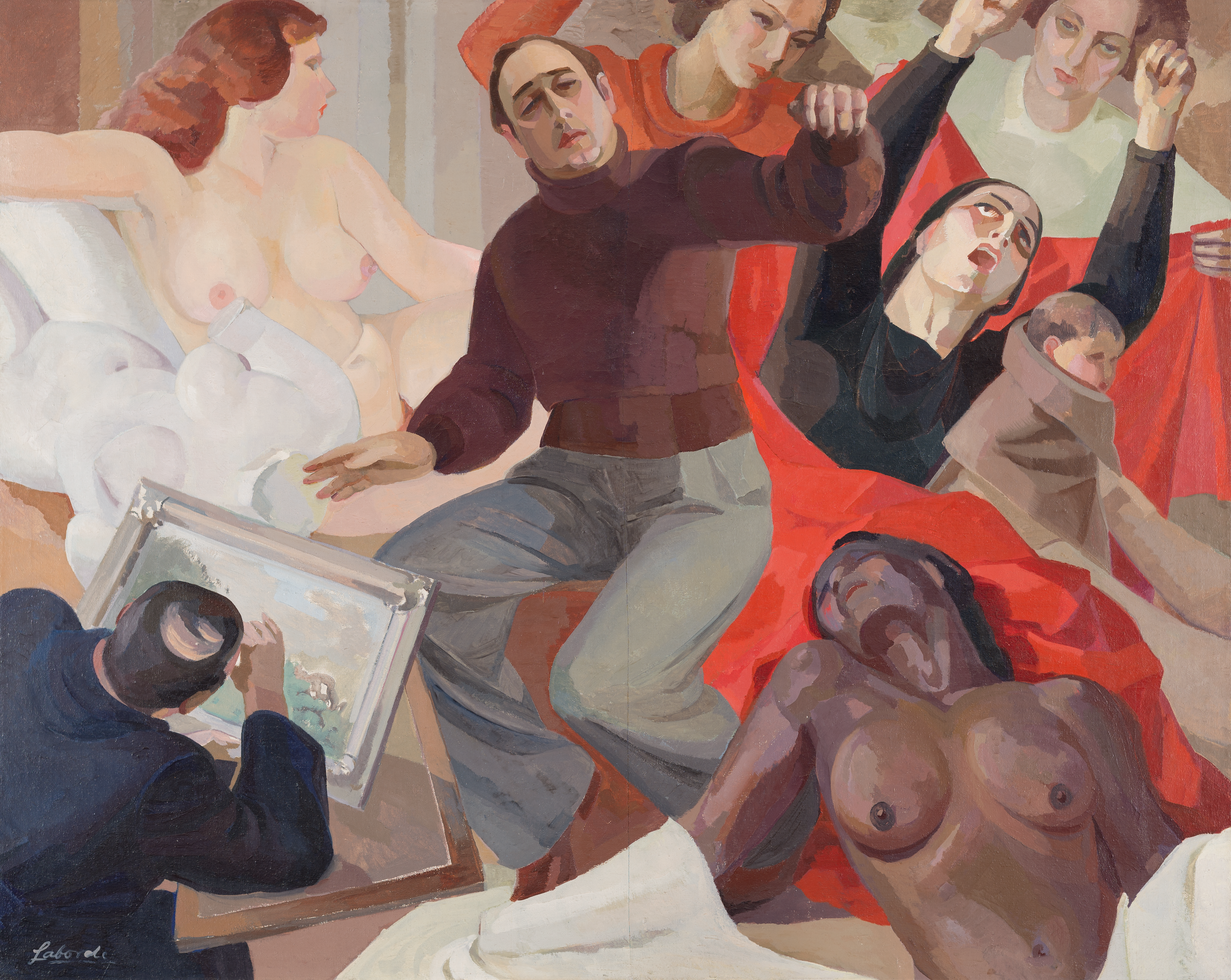
Autorretrato ウルグアイ国立美術館蔵
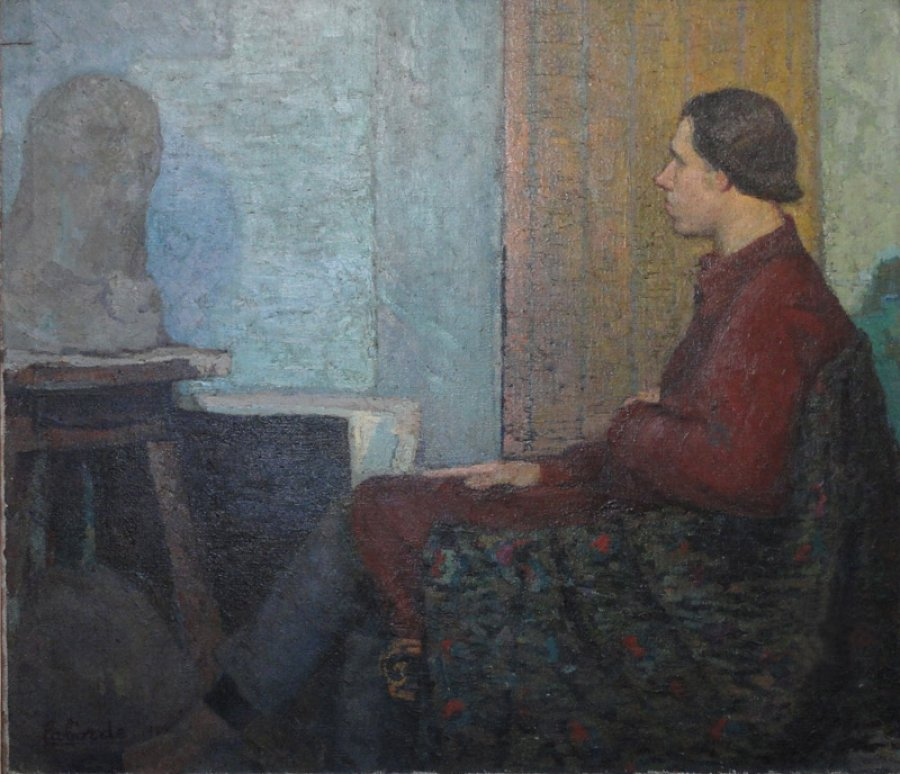
彫刻家 Luis Falciniの肖像画(1916) ウルグアイ国立美術館蔵
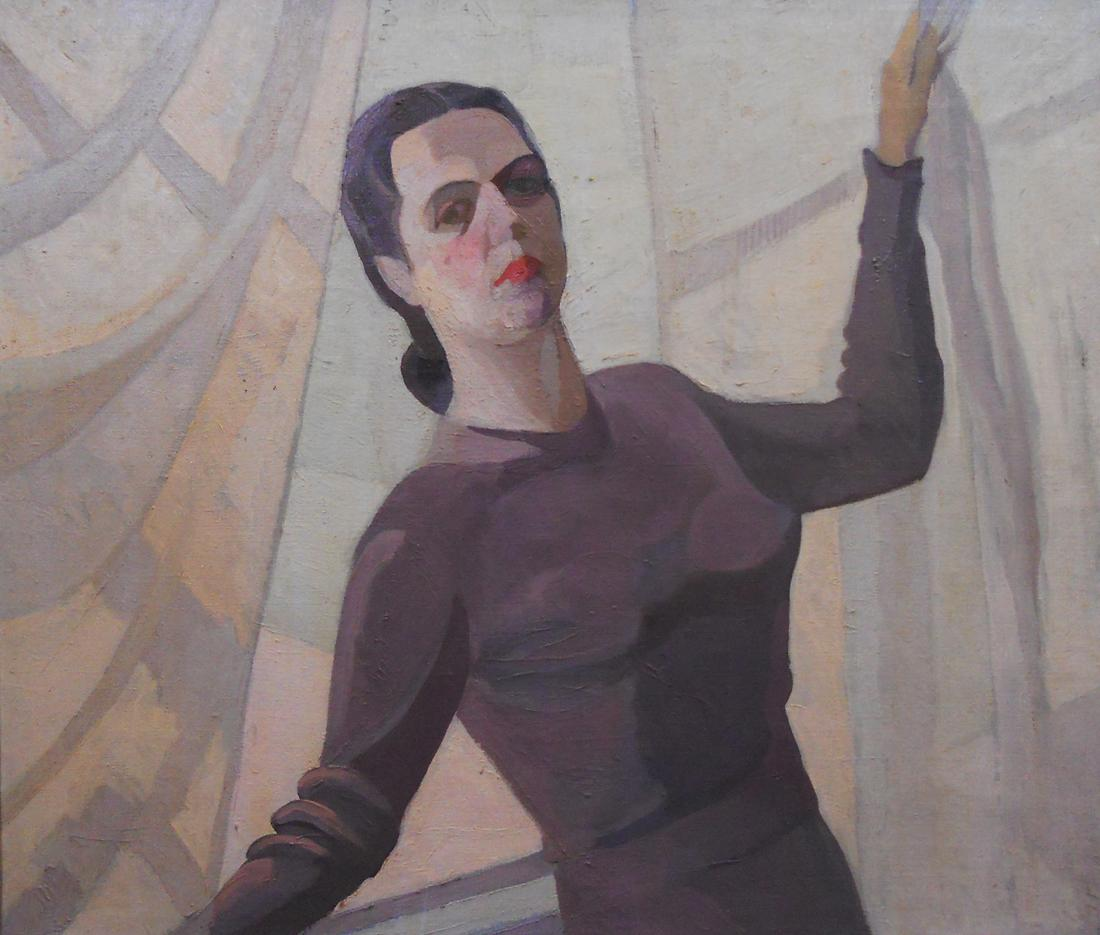
画家ペトローナ・ビエラの肖像画(1916) ウルグアイ国立美術館蔵